# Grünsee (Villach)
Der Grünsee ist ein 1,76 Hektar großer Weiher im Stadtgebiet von Villach (Kärnten). Er ist Teil des gleichnamigen Naturschutzgebietes.
Der Grünsee befindet sich am östlichen Stadtrand von Villach. Er ist ein Toteisloch und entstand am Ende der Würmeiszeit, als hier der Draugletscher zerfiel und mehrere Toteiskörper übrigblieben, aus denen mehrere Seen entstanden.

## Grünsee
Der Grünsee wird nur durch Grundwasser gespeist, er besitzt keine oberirdischen Zu- oder Abflüsse. Er hat eine Größe von 1,76 Hektar und erreicht eine maximale Tiefe von 6,7 Metern. Er ist nährstoffreich (eutroph). Im Frühsommer dominieren Grünalgen, Dinoflagellaten und Cyanobakterien, im Hochsommer die Cyanobakterien alleine. An Fischen kommen Hecht, Schleie, Karpfen, Brachsen, Wels, Barsch, Aal, Aitel und Rotauge sowie noch einige weitere Weißfische vor.
Die Ufervegetation besteht am Nordufer aus einem schmalen Streifen Schneidenried, dahinter befindet sich fragmentarisch ein Schwarzerlenbruchwald. Daneben gibt es an einigen Stellen Horste der Steifen Segge, Schilf und Seerosen.

## Turner Moos
Das Turner Moos, ebenfalls im Naturschutzgebiet gelegen, ist ein bereits stark verlandetes Toteisloch. Es ist ein Zwischenmoor und ist von Arten der Hoch- wie der Niedermoore besiedelt. Am Rand sind charakteristische Arten die Schnabel-Segge, weiter innen das Weiße Schnabelried. Im Zentrum kommen typische Hochmoorarten wie Rotes Torfmoos, Rosmarinheide, Moosbeere, Scheidiges Wollgras und Rundblättriger Sonnentau vor. Auf den Bülten kommen Rot-Föhren auf.

## Weitere Toteislöcher
Es gibt noch zwei Toteislöcher. Eines davon, direkt neben der Autobahn, ähnelt dem Turner Moos. Das zweite liegt neben der Bundesstraße und ist von Schilf und Großseggenrieden bewachsen. Vereinzelt kommen hier Hochmoorpflanzen vor.

## Wald
Rund 55 % der Fläche des Naturschutzgebietes werden von Wald eingenommen. Es dominiert stark forstwirtschaftlich genutzter Fichtenwald, der teils stark degradiert ist und einen artenarmen Unterwuchs aufweist. Neben der Fichte kommen noch Rot-Föhre, Stiel-Eiche und Rot-Buche vor.

## Naturschutzgebiet
Das Naturschutzgebiet Grünsee wurde 1964 eingerichtet, ist 55 Hektar groß und befindet sich in Privatbesitz. Es wird im Norden durch die Triester Straße B83, im Nordosten durch die Süd Autobahn und im Süden durch die Bahnstrecke Villach-Klagenfurt begrenzt. Im Westen schließt der Magdalensee an. Von Bedeutung ist das Gebiet vor allem als Naherholungsgebiet. Aus Sicht des Naturschutzes wird der Zustand als schlecht eingestuft.

## Belege
- Helmut Hartl, Hans Sampl, Ralf Unkart: Kleinode Kärntens. Nationalparks, Naturschutzgebiete, Landschaftsschutzgebiete, Naturdenkmale. Kärntner Druck- und Verlagsgesellschaft, Klagenfurt 1993, ISBN 3-85391-092-0, S. 78.
- Andrea Bulfon: Naturschutzgebiete in Österreich. Band 4: Kärnten, Steiermark. Monographien des Umweltbundesamtes 38D, Wien 1993, S. 37–40. ISBN 3-85457-092-9